# Omega Pharma-Lotto/2010
Deze pagina geeft een overzicht van de Omega Pharma-Lotto wielerploeg in  2010 .

## Algemene gegevens
Sponsors: Omega Pharma, Belgische Nationale Loterij
Algemeen manager: Geert Coeman
Teammanager: Marc Sergeant
Ploegleiders: Roberto Damiani, Dirk De Wolf, Herman Frison, Hendrik Redant en Marc Wauters
Fietsmerk: Canyon
Materiaal en banden: Mavic

## Renners
| Naam                        | Geboortedatum | Nationaliteit       | Ploeg 2009                                              |
| --------------------------- | ------------- | ------------------- | ------------------------------------------------------- |
| Mario Aerts                 | 31-12-1974    | België              |                                                         |
| Jan Bakelants               | 14-02-1986    | België              | Topsport Vlaanderen                                     |
| Adam Blythe                 | 01-11-1989    | Verenigd Koninkrijk |                                                         |
| Christophe Brandt           | 06-05-1977    | België              |                                                         |
| Wilfried Cretskens          | 10-07-1976    | België              |                                                         |
| Glenn D'Hollander           | 28-12-1974    | België              |                                                         |
| Francis De Greef            | 02-02-1985    | België              |                                                         |
| Kenny Dehaes                | 10-11-1984    | België              | Topsport Vlaanderen van januari-juni 2009 bij Katjoesja |
| Mickaël Delage              | 06-08-1985    | Frankrijk           |                                                         |
| Michiel Elijzen             | 31-08-1982    | Nederland           |                                                         |
| Philippe Gilbert            | 05-07-1982    | België              |                                                         |
| Leif Hoste                  | 17-07-1977    | België              |                                                         |
| Olivier Kaisen              | 30-04-1983    | België              |                                                         |
| Sebastian Lang              | 15-09-1979    | Duitsland           |                                                         |
| Jonas Ljungblad             | 15-01-1979    | Zweden              |                                                         |
| Matthew Lloyd               | 24-05-1983    | Australië           |                                                         |
| Gerben Löwik                | 29-06-1977    | Nederland           | Vacansoleil                                             |
| Daniel Moreno Fernandez     | 05-09-1981    | Spanje              | Caisse d'Epargne                                        |
| Jean-Christophe Peraud      | 22-05-1977    | Frankrijk           | Creusol Cyclisme                                        |
| Jürgen Roelandts            | 02-07-1985    | België              |                                                         |
| Staf Scheirlinckx           | 12-03-1979    | België              |                                                         |
| Tom Stubbe                  | 26-05-1981    | België              |                                                         |
| Greg Van Avermaet           | 17-05-1985    | België              |                                                         |
| Jurgen Van den Broeck       | 01-02-1983    | België              |                                                         |
| Jelle Vanendert             | 19-02-1985    | België              |                                                         |
| Jurgen Van Goolen           | 28-11-1980    | België              | Team Saxo Bank                                          |
| Charles Wegelius            | 26-04-1978    | Verenigd Koninkrijk |                                                         |
| Stagiairs                   |               |                     |                                                         |
| Walt De Winter (stagiair)   | 24-11-1988    | België              |                                                         |
| Jens Debusschere (stagiair) | 28-08-1989    | België              |                                                         |

### Vertrokken
| Naam              | Geboortedatum | Nationaliteit | Naar                                          |
| ----------------- | ------------- | ------------- | --------------------------------------------- |
| Bart Dockx        | 02-09-1981    | België        | Landbouwkrediet stagiair bij HTC-Columbia     |
| Gorik Gardeyn     | 17-03-1980    | België        | Vacansoleil                                   |
| Pieter Jacobs     | 06-06-1986    | België        | Topsport Vlaanderen                           |
| Roy Sentjens      | 15-12-1980    | België        | Team Milram                                   |
| Johan Vansummeren | 04-02-1981    | België        | Team Garmin-Transitions                       |
| Cadel Evans       | 14-02-1977    | Australië     | BMC Racing Team                               |
| Thomas Dekker     | 06-09-1984    | Nederland     | geschorst wegens gebruik epo, tot 1 juli 2011 |

## Belangrijke overwinningen
| Amstel Gold Race Winnaar: Philippe Gilbert Ronde van Italië: 6e etappe: Matthew Lloyd Bergklassement: Matthew Lloyd Ronde van België 1e etappe: Philippe Gilbert Sprintklassement: Philippe Gilbert Dernycriterium Ninove Winnaar: Kenny Dehaes | Houtem-Vilvoorde Winnaar: Staf Scheirlinckx GP José Dubois Winnaar: Philippe Gilbert Criterium Peer Winnaar: Jurgen Van den Broeck Ronde van Spanje 3e etappe: Philippe Gilbert 19e etappe: Philippe Gilbert | Circuit Franco-Belge 1e etappe: Adam Blythe 3e etappe: Adam Blythe Eindwinst: Adam Blythe Nationale Sluitingsprijs Putte-Kapellen Winnaar: Adam Blythe Ronde van Piemonte Winnaar: Philippe Gilbert Ronde van Lombardije Winnaar: Philippe Gilbert |

1985 · 1986 · 1987 · 1988 · 1989 · 1990 · 1991 · 1992 · 1993 · 1994 · 1995 · 1996 · 1997 · 1998 · 1999 · 2000 · 2001 · 2002 · 2003 · 2004 · 2005 · 2006 · 2007 · 2008 · 2009 · 2010 · 2011 · 2012 · 2013 · 2014 · 2015 · 2016 · 2017 · 2018 · 2019 · 2020 · 2021 · 2022 · 2023 · 2024 · 2025
AG2R-La Mondiale · Astana · Caisse d'Epargne · Euskaltel-Euskadi · Footon-Servetto-Fuji · Française des Jeux · Team Garmin-Transitions · Team HTC-Columbia · Katjoesja · Lampre-Farnese Vini · Liquigas-Doimo · Team Milram · Omega Pharma-Lotto · Quick·Step · Rabobank · Team RadioShack · Team Saxo Bank · Team Sky